# Gérard Besnard
Pour les articles homonymes, voir Besnard.
Gérard Besnard (né le 9 mai 1945 à Saint-Symphorien) est un coureur cycliste français, professionnel de 1970 à 1974. 

## Biographie
Plombier de formation, ce coureur, de 1,80 m et de 70 kg en 1970, a remporté 36 succès entre 1966 et 1968 sous le maillot de l'A.A.J. Blois.
Aujourd'hui à la retraite, il s'occupe de sa propre ferme.

## Palmarès
- Amateur
  - 1966-1968 : 36 victoires
- 1967
  - 2e du Tour d'Eure-et-Loir
  - 3e de Paris-Vierzon
- 1968
  - 8e étape du Tour du Maroc
  - Paris-Vierzon
  - 3e du championnat de France sur route amateurs
- 1969
  - 2e étape du Tour de l'Avenir
  - 3e étape de Paris-Vierzon
- 1972
  - 2e du Grand Prix de Plouay
  - 3e du Tour de la Nouvelle-France
- 1973
  - 2e du Grand Prix de Wallonie
  - 3e du Trèfle à Quatre Feuilles
- 1975
  - Paris-Blois
  - 2e du Grand Prix de Montamisé
  - 3e du Prix de La Charité-sur-Loire
- 1976
  - Circuit des Deux Ponts
  - Circuit de la vallée de la Creuse
  - 2e du Prix Albert-Gagnet
  - 3e du Circuit boussaquin

## Résultat sur les grands tours

### Tour de France
1 participation
- 1973 : 61e